# Wilhelm Sprengel
Wilhelm Sprengel (* 14. Januar 1792 in Halle (Saale); † 18. November 1828 in Greifswald) war ein deutscher Chirurg und Hochschullehrer. 

## Leben und Wirken
Sprengel war der älteste Sohn des Botanikers Kurt Sprengel und dessen Ehefrau Sophia Henriette Caroline Keferstein (1767–1839). Er besuchte die Gymnasien in Merseburg und Halle und begann 1810 das Studium der Medizin an der Universität Halle. 1813 meldete er sich als Freiwilliger zum Militär und wurde in Teplitz und in Ratibor im Lazarett als Chirurg eingesetzt. 1815 wurde er zum Hauptlazarett nach Düsseldorf versetzt.
1816 promovierte Sprengel in Halle und legte 1817 an der Universität Berlin die Staatsprüfungen ab. Er machte eine halbjährige Bildungsreise nach Wien und wurde 1818 als Garnisons-Stabsarzt in Wittenberg angestellt. 1821 erhielt er an der Universität Greifswald die Professur für Medizin und Chirurgie. 1825/26 wurde Sprengel zum Rektor der Universität gewählt.

## Schriften (Auswahl)
- Abhandlungen über Pflanzen-Thiere des Mittelmeeres. Nürnberg 1813. (Übersetzung des Memorie per servire alla storia de' polipi marini von Filippo Cavolini (1756–1810) aus dem Jahre 1785)
- Animadversiones castrenses. Halle 1816 (Digitalisat).
- Geschichte der chirurgischen Operationen. 1819.
- Allgemeine Chirurgie. Bd.1: Die Lehren von der Entzündung und den Wunden. 1828.